# مدرسه قاراتای
مدرسه قاراتای یک مدرسه ساخته شده در قونیه، ترکیه است که در ۱۲۵۱ توسط امیر آن شهر جلال‌الدین قاراتای از خادمان سلجوقیان ساخته شد. 

## تاریخچه
از سال ۱۹۵۵این بنا عنوان موزهٔ کاشیکاری سلجوقی استفاده می‌شود. در حالی که آثار در سنگ یا چوب مدرسه اینچه مناره که ان هم در قونیه قرار دارد نگهداری می‌شود. مجموعه موزه مدرسه قاراتای زمانی غنی شد که آثار کشف شده در دهه ۱۹۷۰ در کاخ سلطنتی تابستان‌نشین قبادآباد در نزدیکی دریاچه بیشهیر در هشتاد مایلی غرب قونیه به آنجا منتقل شد.
کاروانسرایی نیز توسط جلال‌الدین قاراتای در حومه قونیه نیز ساخته شده‌است.

## نگارخانه

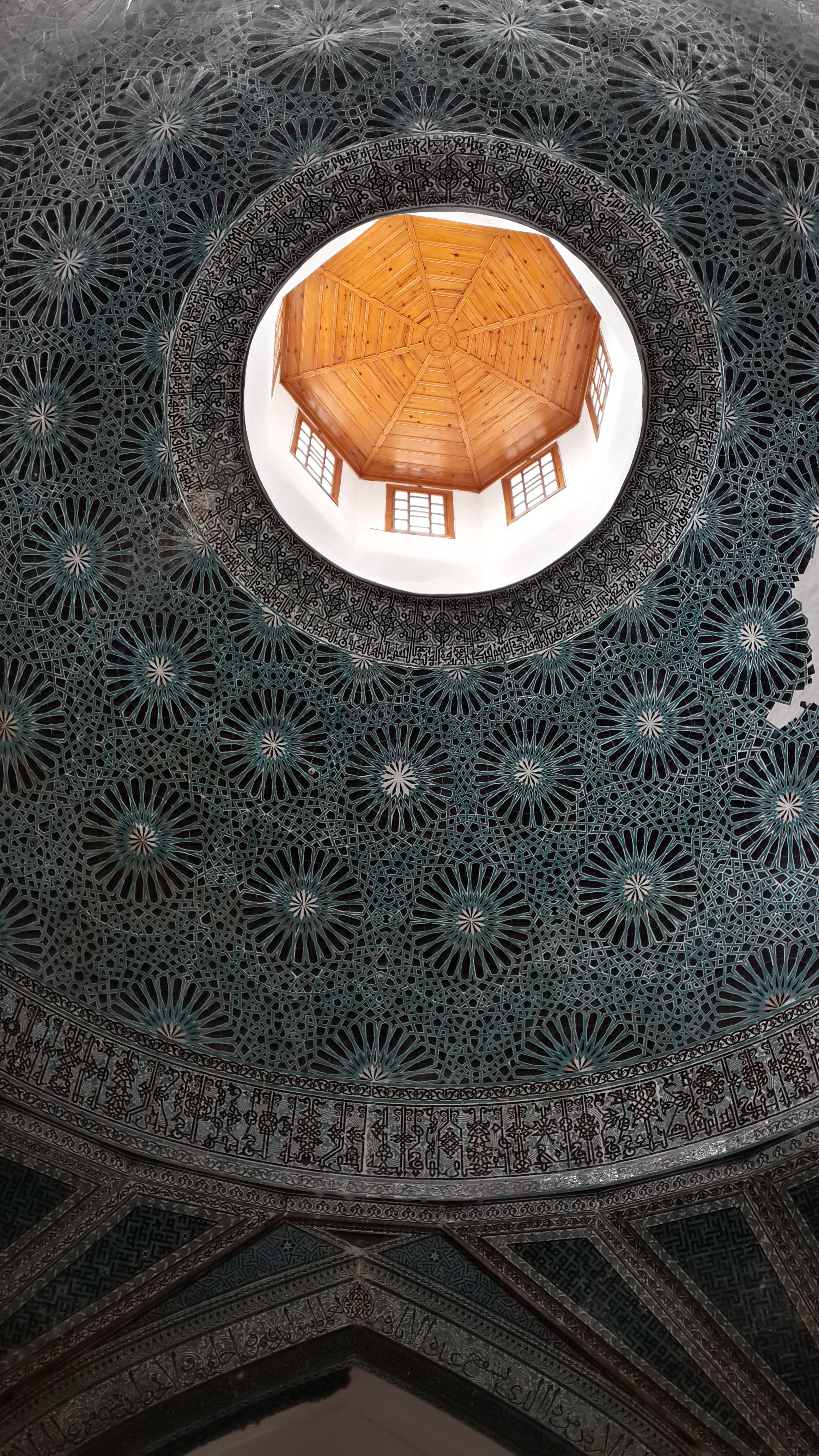
سقف مدرسه قاراتای
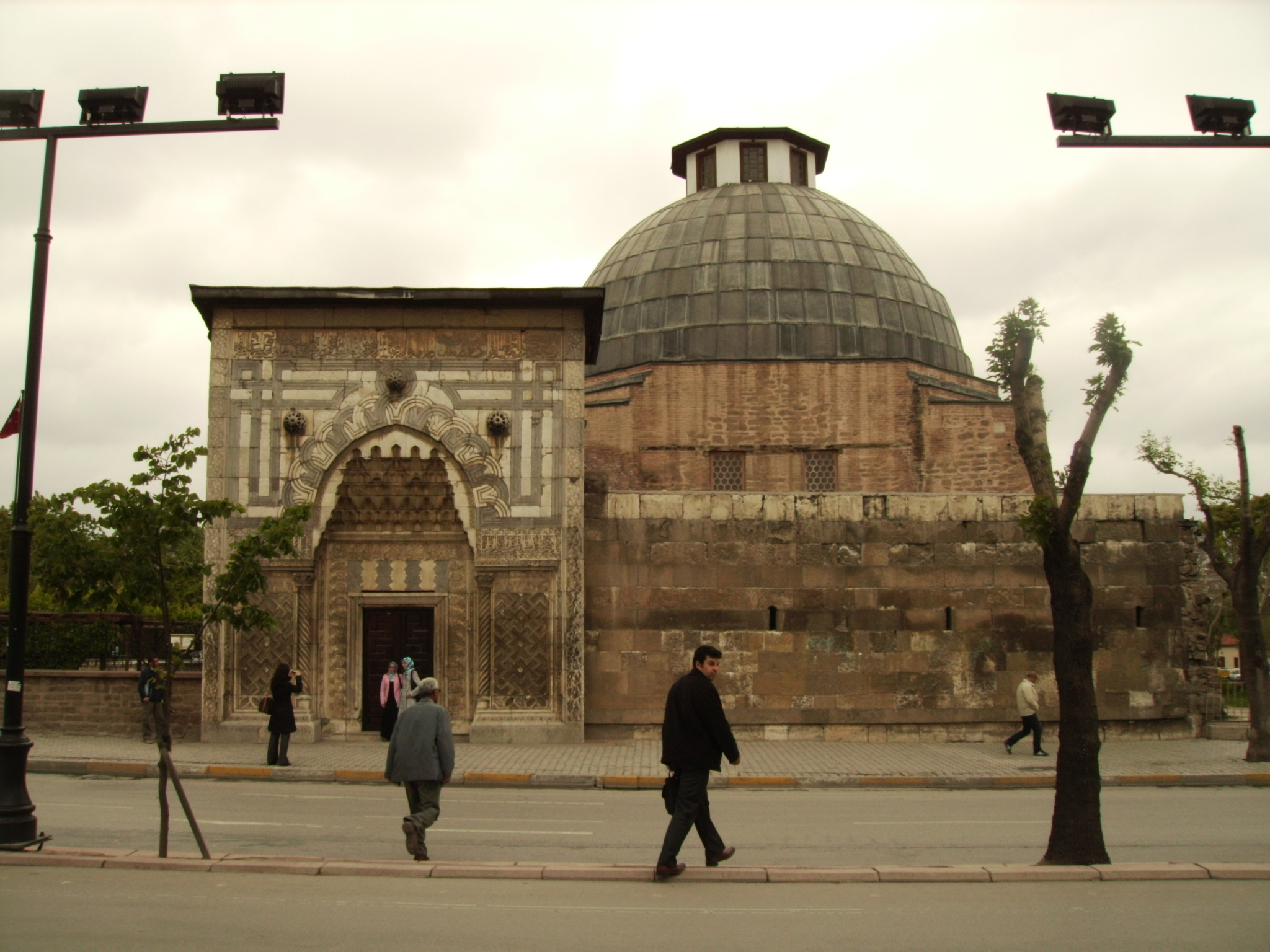